# Robert Craft

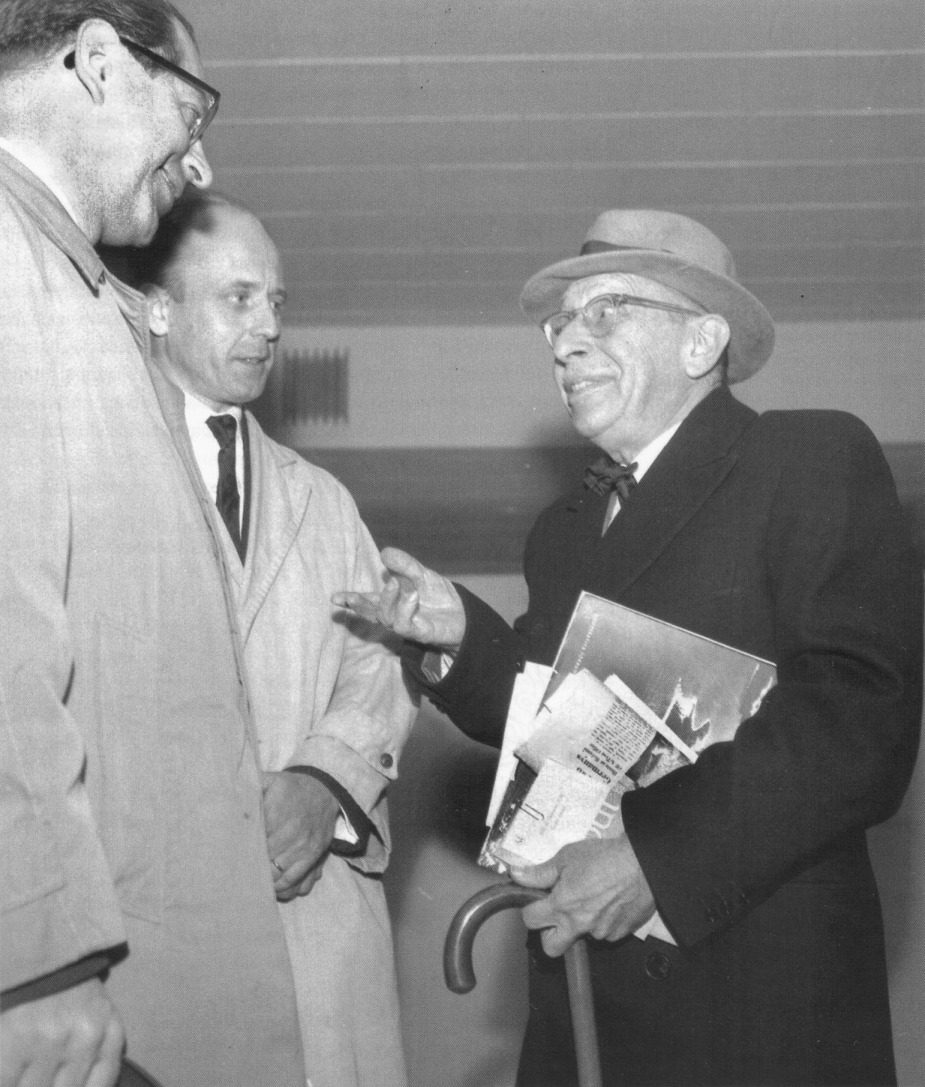
Robert Craft (vänster) tillsammans med Igor Stravinskij (höger) och Kai Maasalo (mitten) i Helsingfors 1961.

Robert Lawson Craft, född 20 oktober 1923 i Kingston, New York, död 10 november 2015 i Gulf Stream, Florida, var en amerikansk dirigent och författare. Han är framför allt känd för sitt nära samarbete med Igor Stravinskij vilket resulterade i en stor mängd inspelningar och böcker.
Craft studerade musik vid Juilliard School. Han blev särskilt intresserad av tidig musik och musik av Claudio Monteverdi och Heinrich Schütz samt inom den samtida musiken av tonsättarna i den så kallade Andra Wienskolan med flera.

## Craft och Stravinskij
Craft mötte Stravinskij 1948 och sedan dess fram till Stravinskijs död 1971 arbetade Craft vid hans sida i olika roller. Relationen började med Craft i en ganska blygsam roll, men växte sedan till ett komplett konstnärligt samarbete. Craft skrev librettot till operan The Flood och bodde med Stravinskijs familj i Kalifornien och sedermera i New York. Craft fortsatte ett nära umgänge med Stravinskijs änka Vera fram till hennes död 1982.
Craft samarbetade med Stravinskij om en rad böcker som berörde olika musikaliska och icke-musikaliska ämnen, bland annat  Conversations with Igor Stravinsky, Memories and Commentaries, Expositions and Developments, Dialogues and a Diary, Themes and Episodes  och Retrospectives and Conclusions. Dessa innehåller nedtecknade samtal mellan de två männen, intervjuer som gallrats från olika tryckta skrifter, uppsatser, dagboksanteckningar och liknade, allt med det uttalade syftet att presentera Stravinskijs syn på musik och kultur. Materialet har varit kontroversiellt så till vida att många har ifrågasatt om det verkligen speglar Stravinskijs idéer – om inte Craft haft sådant inflytande över materialet att det är svårt att avgöra hur mycket som verkligen representerar Stravinskijs tankar.
Craft är en prisbelönt dirigent som dirigerat de flesta större orkestrarna i USA, såsom New York, Philadelphia, Chicago, Cleveland, San Francisco, Los Angeles, St. Louis, och Minneapolis. Han har även konserterat i Kanada, Europa, Ryssland, Japan, Korea, Mexiko, Sydamerika, Australien och Nya Zeeland. Han var den förste amerikanen som dirigerade Alban Bergs Wozzeck och Lulu. Craft dirigerade också uruppförandena av Stravinskijs senare mästerverk såsom Vom Himmel hoch, Agon, The Flood, Abraham and Isaac, Variations, Introitus, och Requiem Canticles.
Förutom att han spelat in nästan alla Stravinskijs verk har Craft också dirigerat banbrytande inspelningar med verk av Schönberg, Varèse, Webern och andra då samtida tonsättare. Även om han inte är någon överdriven dirigent är Craft känd för sina tekniska och precisa tolkningar. Craft har erhållit priser som Grand Prix du Disque och Edison Prize för sina inspelningar av Varèse och Stravinskij. 

## Kritik och eftermäle
Craft har fått utstå en del kritik. Några har sett honom som inställsam i sin relation till Stravinskij. Andra har beskyllt honom för att under 60-talet ha lett in Stravinskij på det vida impopulära området seriell musik. Det står emellertid klart att utan Craft skulle Stravinskij inte skrivit den musik han skrev under 50- och 60-talet. Som upptecknare av Stravinskijs liv och verk anser vissa att han helt enkelt inte var i den positionen att han kunde förhålla sig neutral. 
Craft lämnar också efter sig ett eget arv. Han har agerat förespråkare för den nutida musiken under hela sitt liv både som dirigent och musikforskare. Förutom att han har arbetat nära en av de verkligt stora under 1900-talet har han producerat en mängd böcker av vetenskaplig och personlig karaktär om Stravinskij och andra tonsättare.